# Slavi Trifonov
Slavi Trifonov (Слави Трифонов; * 18. října 1966 Pleven jako Stanislav Todorov Trifonov) je bulharský zpěvák, hudebník, herec, moderátor, podnikatel a politik.
Je absolventem Národní hudební akademie v Sofii. Počátkem devadesátých let začal působit v bulharské televizi. V roce 1993 založil hudební skupinu Ku-Ku Band, s níž vystupoval v parodických a satirických televizních pořadech. V show Kanaleto ostře kritizoval tehdejšího premiéra Žana Videnova. Po nedobrovolném odchodu ze státní televize moderoval na soukromé stanici bTV talk show Šouto na Slavi. V roce 2019 založil vlastní televizní společnost 7/8 TV. Mediální pozornost získal mj. častým zlehčováním pandemie covidu-19.
Vydal 21 hudebních alb a spolu se Sofi Marinovovou v roce 2005 neúspěšně usiloval o nominaci na Eurovision Song Contest. Věnuje se převážně žánru čalga, který kombinuje s rockem a EDM.
V roce 2006 obsadil v anketě Velcí Bulhaři 27. místo.
V roce 2019 založil politickou stranu Je takový národ (Има такъв народ), která se vyprofilovala jako protestní a protikorupční seskupení. V jejím programu byl většinový volební systém, přímá volba regionálních lídrů a digitalizace státní správy. V parlamentních volbách v dubnu 2021 bylo ITN se ziskem 17,4 % hlasů druhým nejúspěšnějším subjektem. Strana zvítězila v následujících červencových parlamentních volbách ziskem 24,08 % hlasů.